# Xie Yuchen
Xie Yuchen (chiń. upr. 谢瑜宸; pinyin Xiè Yúchén; ur. 12 maja 1996) – chińska lekkoatletka, dyskobolka.
W 2013 została mistrzynią świata juniorów młodszych, a rok później triumfowała na juniorskich mistrzostwach Azji.
Rekord życiowy: 57,08 (22 października 2015, Fuzhou).

## Osiągnięcia
| Rok  | Impreza                               | Miejsce | Lokata            | Wynik |
| ---- | ------------------------------------- | ------- | ----------------- | ----- |
| 2013 | Mistrzostwa świata juniorów młodszych | Donieck | 1. miejsce        | 56,34 |
| 2014 | Mistrzostwa Azji juniorów             | Tajpej  | 1. miejsce        | 55,65 |
| 2014 | Mistrzostwa świata juniorów           | Eugene  | el. – 20. miejsce | 46,74 |